# 七光台站

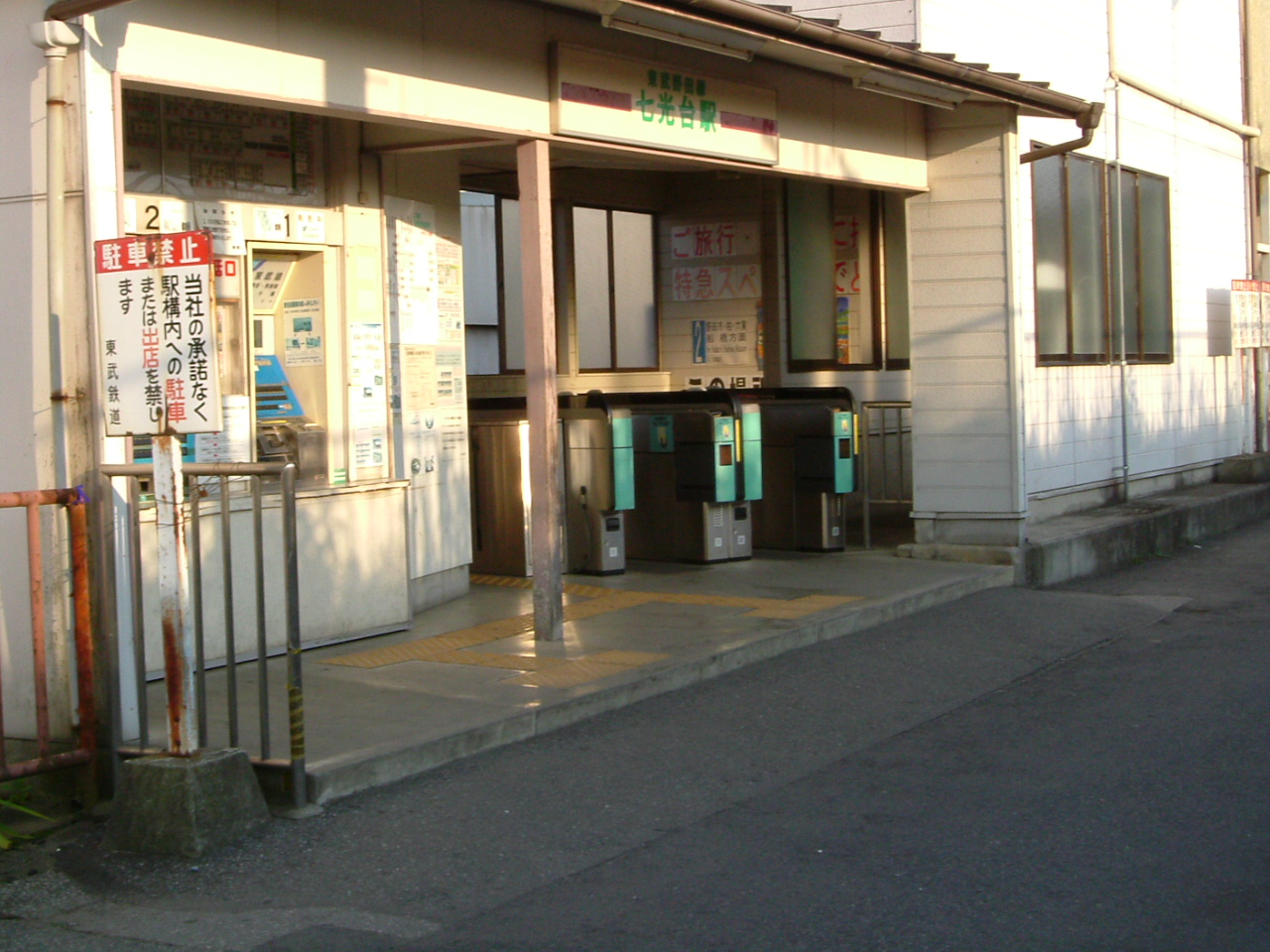
舊七光台站

七光台站（日语：／ Nanakōdai eki */?）位於日本千葉縣野田市光葉町一丁目，是東武鐵道野田線（東武都市公園線）的鐵路車站。車站編號是TD 14。

## 車站構造
在2007年時經過改建後重新啟用的現行站體採用的是月台位於地面上的跨站式站房（橋上車站）設計，目前配置有一座島式月台兩條成車線，但在未來預計要擴建成兩面四線的配置。無人看守的七光台站內設置有設有洗手間與飲水台，以及主要作為無障礙設施用途的電梯設備。
七光台只有一個車站出口，開口朝向位於車站西側的一般道路方向。

### 月台配置
| 月台 | 路線           | 方向 | 目的地                 |
| ---- | -------------- | ---- | ---------------------- |
| 1    | 東武都市公園線 | 上行 | 春日部、岩槻、大宮方向 |
| 2    | 東武都市公園線 | 下行 | 野田市、柏、船橋方向   |

## 歷史
- 1968年7月1日，開業。
- 2007年2月28日，第二代車站啟用。

## 使用情況
2016年度一日平均上下車人次為7,086人。
近年一日平均上下、上車人次的推移如下表。
| 年度               | 一日平均 上下車人次 | 一日平均 上車人次 |
| ------------------ | ------------------- | ----------------- |
| 1980年（昭和55年） |                     | 1,206             |
| 1985年（昭和60年） |                     | 1,859             |
| 1990年（平成02年） |                     | 2,548             |
| 1991年（平成03年） |                     | 2,667             |
| 1992年（平成04年） |                     | 2,831             |
| 1993年（平成05年） |                     | 2,032             |
| 1994年（平成06年） |                     | 1,817             |
| 1995年（平成07年） |                     | 1,832             |
| 1996年（平成08年） |                     | 1,864             |
| 1997年（平成09年） |                     | 1,840             |
| 1998年（平成10年） | 3,454               | 1,756             |
| 1999年（平成11年） | 3,297               | 1,676             |
| 2000年（平成12年） | 3,292               | 1,683             |
| 2001年（平成13年） | 3,320               | 1,674             |
| 2002年（平成14年） | 3,192               | 1,610             |
| 2003年（平成15年） | 3,115               | 1,574             |
| 2004年（平成16年） | 3,153               | 1,611             |
| 2005年（平成17年） | 3,353               | 1,707             |
| 2006年（平成18年） | 3,923               | 1,999             |
| 2007年（平成19年） | 4,233               | 2,159             |
| 2008年（平成20年） | 4,488               | 2,287             |
| 2009年（平成21年） | 4,611               | 2,347             |
| 2010年（平成22年） | 4,802               | 2,439             |
| 2011年（平成23年） | 5,301               | 2,681             |
| 2012年（平成24年） | 5,811               | 2,958             |
| 2013年（平成25年） | 6,253               | 3,185             |
| 2014年（平成26年） | 6,387               |                   |
| 2015年（平成27年） | 6,689               |                   |
| 2016年（平成28年） | 7,086               |                   |

## 可供轉乘的巴士路線
- 雖設有巴士停留所，但沒有巴士路線行經本站。

## 相鄰車站
東武鐵道
 東武都市公園線
■急行、■普通
川間（TD 13）－七光台（TD 14）－清水公園（TD 15）

## 外部連結
- 七光台（車站資訊） - 東武鐵道